# Abdoulaye Diaby
Abdoulaye Diaby (2000. július 4. –) mali válogatott labdarúgó, a svájci St. Gallen hátvéde.

## Pályafutása

### Klubcsapatokban
Diaby a mali Djoliba AC akadémiáján nevelkedett, 2018-ban szerződtette őt a belga élvonalbeli Royal Antwerp csapata. A 2019-2020-as idényben kölcsönben a belga másodosztályú Lokerenben futballozott. 2021 júniusában az Újpest FC szerződtette. 2023. június 25-én csatlakozott a svájci FC St. Gallen csapatához. A bajnokságban 2023. július 22-én mutatkozott be kezdőként a Basel ellen.

### A válogatottban
Többszörös mali utánpótlás-válogatott, a korosztályos válogatottakkal kétszeres Afrika-kupagyőztes, valamint kétszer szerepelt korosztály világbajnokságon is (2017-es U17-es labdarúgó-világbajnokság, 2019-es U20-as labdarúgó-világbajnokság). 2024. március 22-én mutatkozott be a felnőtt válogatottban Mauritánia ellen.

#### Mérkőzései a mali válogatottban
megjegyzés Az eredmények a mali válogatott szemszögéből értendők.
| #  | Dátum             | Ellenfél   | Eredmény | Kiírás     | Esemény |
| -- | ----------------- | ---------- | -------- | ---------- | ------- |
| 1. | 2024. március 22. | Mauritánia | 2 – 0    | barátságos |         |

## Sikerei, díjai
- Mali válogatott
  - U17-es Afrika-kupa: 2017
  - U20-as Afrika-kupa: 2019